# Zbigniew Perzanowski
Zbigniew Perzanowski (ur. 25 października 1922 w Krakowie, zm. 3 lutego 1999) – polski historyk, archiwista, wydawca źródeł.

## Życiorys
Uczęszczał do Gimnazjum i Liceum im. Nowodworskiego w Krakowie. Po zajęciu Krakowa przez Niemców i zamknięciu Nowodworka kontynuował edukację w szkole handlowej. Uczestniczył też w tajnych kompletach, w 1943 zdał maturę i rozpoczął studia prawnicze na tajnym Uniwersytecie. Po wojnie kontynuował studia prawnicze przez pewien czas, a następnie podjął studia historyczne na Uniwersytecie Jagiellońskim  i ukończył je w 1949 pod kierunkiem Władysława Semkowicza (ten zmarł na kilka miesięcy przed obroną Perzanowskiego). W tym samym roku został młodszym asystentem przy Katedrze NPH UJ. 
W 1961 został doktorem nauk humanistycznych. W latach 1960–1978 prowadził zajęcia z nauk pomocniczych historii w WSP w Krakowie. Habilitował się w 1968. Od 1970 kierownik Zakładu Nauk Pomocniczych Historii i Archiwistyki UJ. W 1981 mianowany został profesorem zwyczajnym. Dyrektor Archiwum Państwowego w Krakowie w latach 1981-1991. Był członkiem rady redakcyjnej "Rocznika Historyczno-Archiwalnego". Pochowany na cmentarzu Rakowickim w Krakowie (kwatera S, rząd wschodni). 

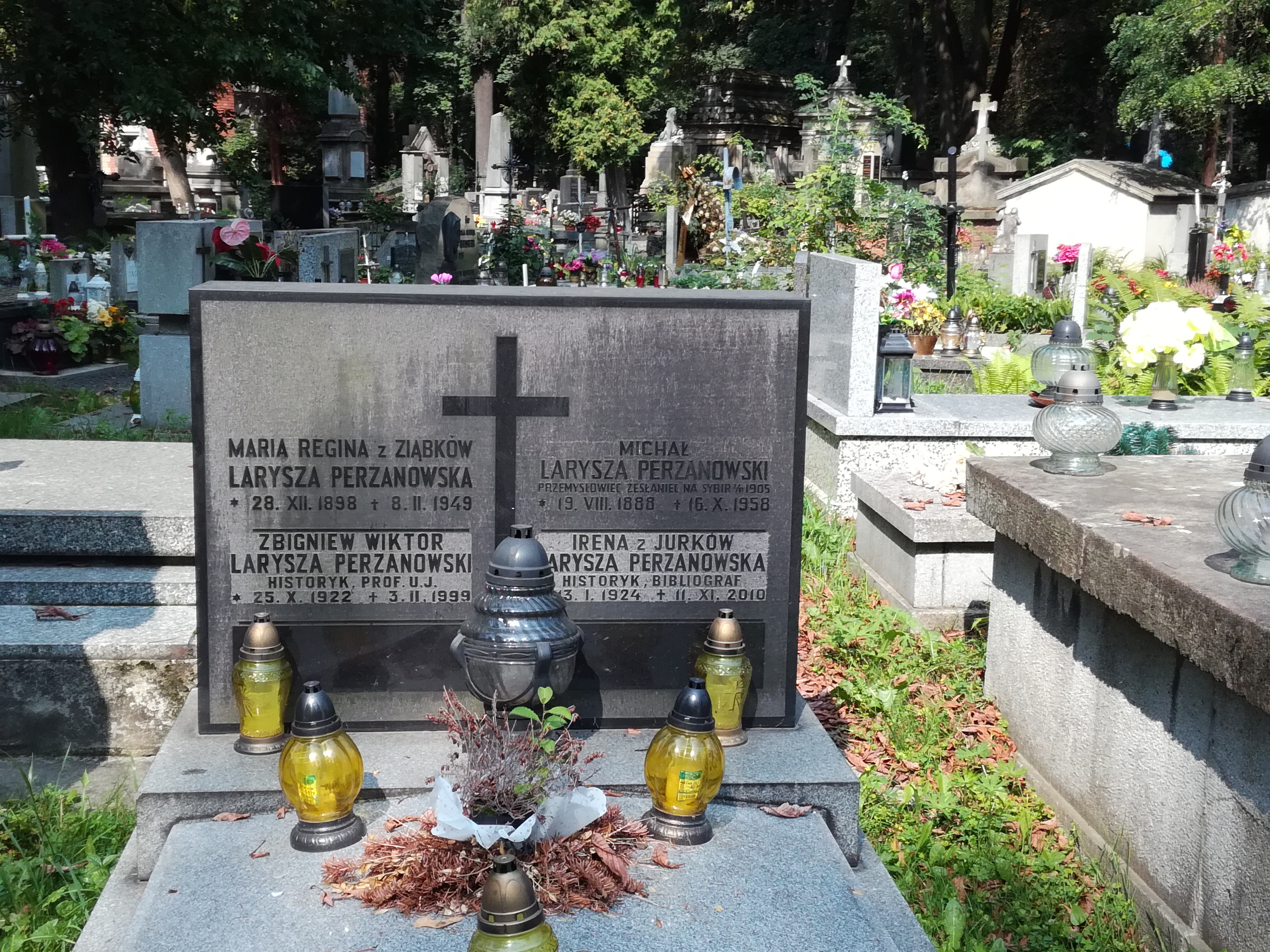
Grób prof. Zbigniewa Perzanowskiego na cmentarzu Rakowickim

## Wybrane publikacje
- Bielsko-Biała : zarys dziejów rozwoju przestrzennego miasta, Kraków 1958.
- Opactwo benedyktyńskie w Lubiniu : studia nad fundacją i rozwojem uposażenia w średniowieczu, Wrocław 1978
- Średniowieczne dokumenty małopolskiej wsi Popowice, Warszawa 1985
- Ze studiów nad arengą dokumentów Kazimierza Wielkiego, Warszawa 1992